# Edipo a Colono (Rossini)
Edipo a Colono è una composizione di Gioachino Rossini destinata ad essere eseguita come musiche di scena per basso, coro maschile e orchestra per la tragedia omonima di Sofocle. Fu scritta dal maestro pesarese nel 1817 su versi italiani di Giambattista Giusti. 
Nel quadro della Rossini renaissance, l'Edipo a Colono - raramente eseguito in tempi moderni - è tornato sulla scena, dopo un lunghissimo periodo di assenza, al Rossini Opera Festival di Pesaro nella stagione 1982, e poi nel 1995, quando è stata utilizzata l'edizione critica della Fondazione Rossini/Casa Ricordi curata da Lorenzo Tozzi e Piero Weiss.